# Hải đăng Mutsurejima
Hải đăng Mutsurejima (六連島灯台 mutsurejima tōdai) là một ngọn hải đăng trên đảo Mutsurejima, được quản lý bởi chính quyền thành phố Shimonoseki, Yamaguchi, Nhật Bản.

## Địa lý
Ngọn hải đăng nằm cách thành phố Shimonoseki khoảng 5 km về phía Tây bắc, bên bờ biển Nhật Bản.

## Lịch sử
Ngọn hải đăng đầu tiên hoạt động vào năm 1872, và được thiết kế bởi Richard Henry Brunton, người được thuê bởi chính phủ Nhật Bản vào đầu thời kỳ Minh Trị xây dựng ngọn hải đăng giúp đảm bảo an toàn hàng hải cho các tàu nước ngoài khi đi qua khu vực.
Năm 2015, cùng với nhiều địa danh khác tại Nhật Bản, hải đăng Mutsurejima là một phần của Các địa điểm của Cải cách Công nghiệp Minh Trị tại Nhật Bản: Sắt thép, Đóng tàu và Khai mỏ được UNESCO công nhận là Di sản thế giới.